# لوري جيلمان
لوري جيلمان هي صحفية كندية، ولدت في 4 أبريل 1964 في كندا.

## وصلات خارجية
- لوري جيلمان على موقع IMDb (الإنجليزية)